# Sahagún (Comarca)
Die Comarca Sahagún ist eine der zehn landwirtschaftlichen Comarcas in der Provinz León der autonomen Gemeinschaft Kastilien und León.
Sie umfasst 15 Gemeinden auf einer Fläche von 927,00 km² mit dem Hauptort Sahagún.

## Gemeinden
| Gemeinde                     | Einwohner (2024) | Fläche km² | Dichte Einw./km² | Cod INE | Postleitzahl |
| ---------------------------- | ---------------- | ---------- | ---------------- | ------- | ------------ |
| Bercianos del Real Camino    | 186              | 34,24      | 5                | 24018   | 24325        |
| El Burgo Ranero              | 690              | 98,34      | 7                | 24024   | 24343        |
| Calzada del Coto             | 223              | 56,03      | 4                | 24031   | 24342        |
| Castrotierra de Valmadrigal  | 105              | 23,50      | 4                | 24050   | 24323        |
| Cea                          | 378              | 112,34     | 3                | 24051   | 24174        |
| Escobar de Campos            | 31               | 17,14      | 2                | 24069   | 24341        |
| Gordaliza del Pino           | 239              | 27,32      | 9                | 24077   | 24325        |
| Grajal de Campos             | 209              | 25,37      | 8                | 24080   | 24340        |
| Joarilla de las Matas        | 245              | 51,47      | 5                | 24086   | 24324        |
| Sahagún                      | 2.398            | 123,64     | 19               | 24139   | 24320        |
| Santa María del Monte de Cea | 209              | 92,22      | 2                | 24156   | 24343        |
| Vallecillo                   | 101              | 23,36      | 4                | 24191   | 24324        |
| Villamol                     | 136              | 39,63      | 3                | 24215   | 24175        |
| Villaselán                   | 180              | 56,52      | 3                | 24226   | 24344        |
| Villazanzo de Valderaduey    | 368              | 145,88     | 3                | 24229   | 24328        |
| Comarca Sahagún              | 5.698            | 927,00     | 6                | –       | –            |